# Serzy-et-Prin
Serzy-et-Prin ist eine französische Gemeinde mit 212 Einwohnern (Stand: 1. Januar 2022) im Département Marne in der Region Grand Est (vor 2016: Champagne-Ardenne). Sie gehört zum Arrondissement Reims und zum Kanton Fismes-Montagne de Reims.

## Geographie
Serzy-et-Prin liegt etwa 25 Kilometer westlich von Reims an der Ardre. Umgeben wird Serzy-et-Prin von den Nachbargemeinden Hourges im Norden, Savigny-sur-Ardres im Osten und Nordosten, Faverolles-et-Coëmy im Südosten, Lhéry im Süden und Südosten, Lagery und Brouillet im Südwesten sowie Crugny im Westen und Nordwesten.

## Bevölkerungsentwicklung
| Jahr                       | 1962 | 1968 | 1975 | 1982 | 1990 | 1999 | 2006 | 2018 |
| Einwohner                  | 172  | 181  | 154  | 206  | 210  | 199  | 191  | 204  |
| Quellen: Cassini und INSEE |      |      |      |      |      |      |      |      |

## Sehenswürdigkeiten
- Kirche Notre-Dame aus dem 12. Jahrhundert

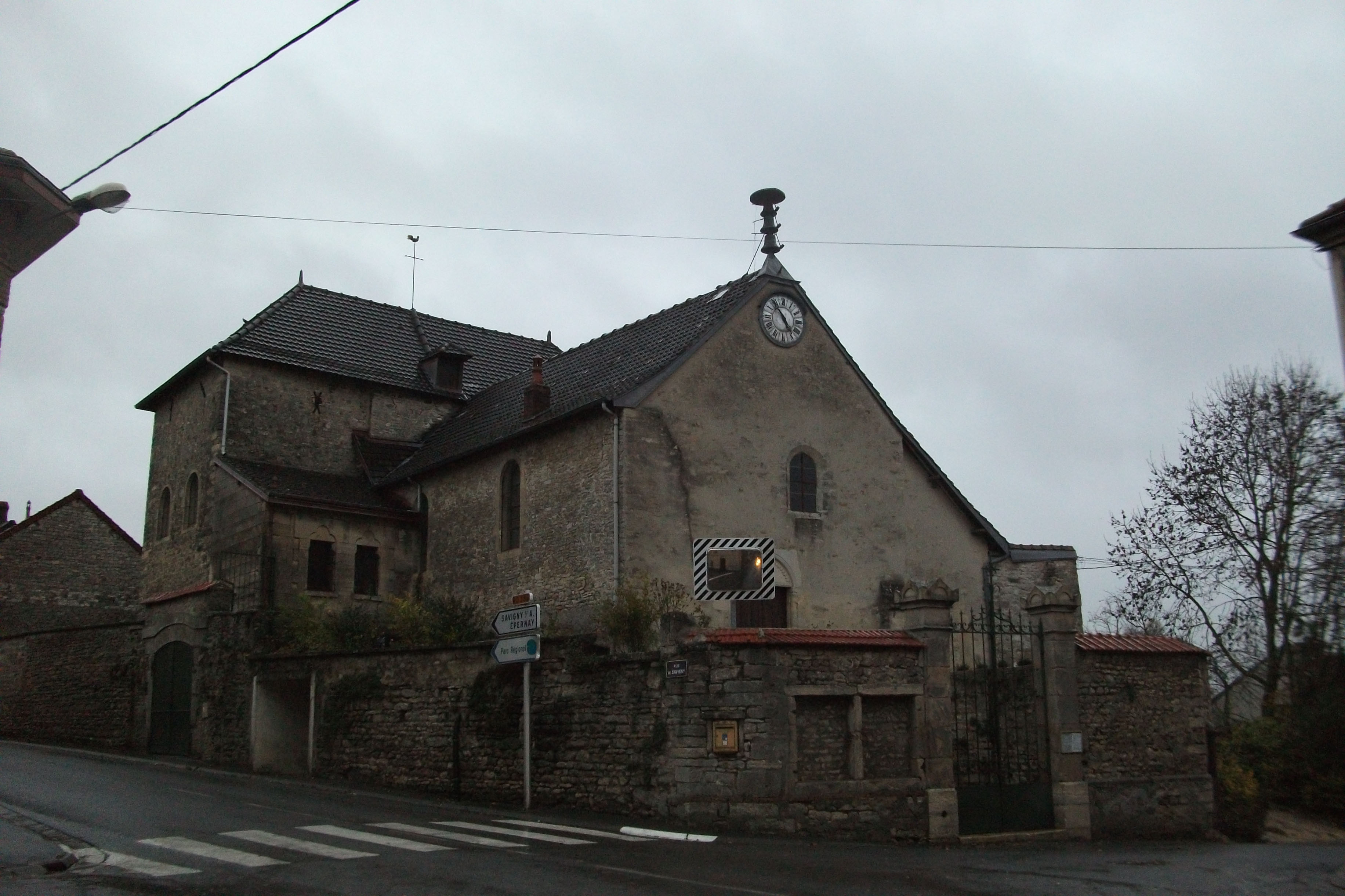
Kirche Notre-Dame

- Schloss aus dem 17. Jahrhundert